# Tonyina de sorra

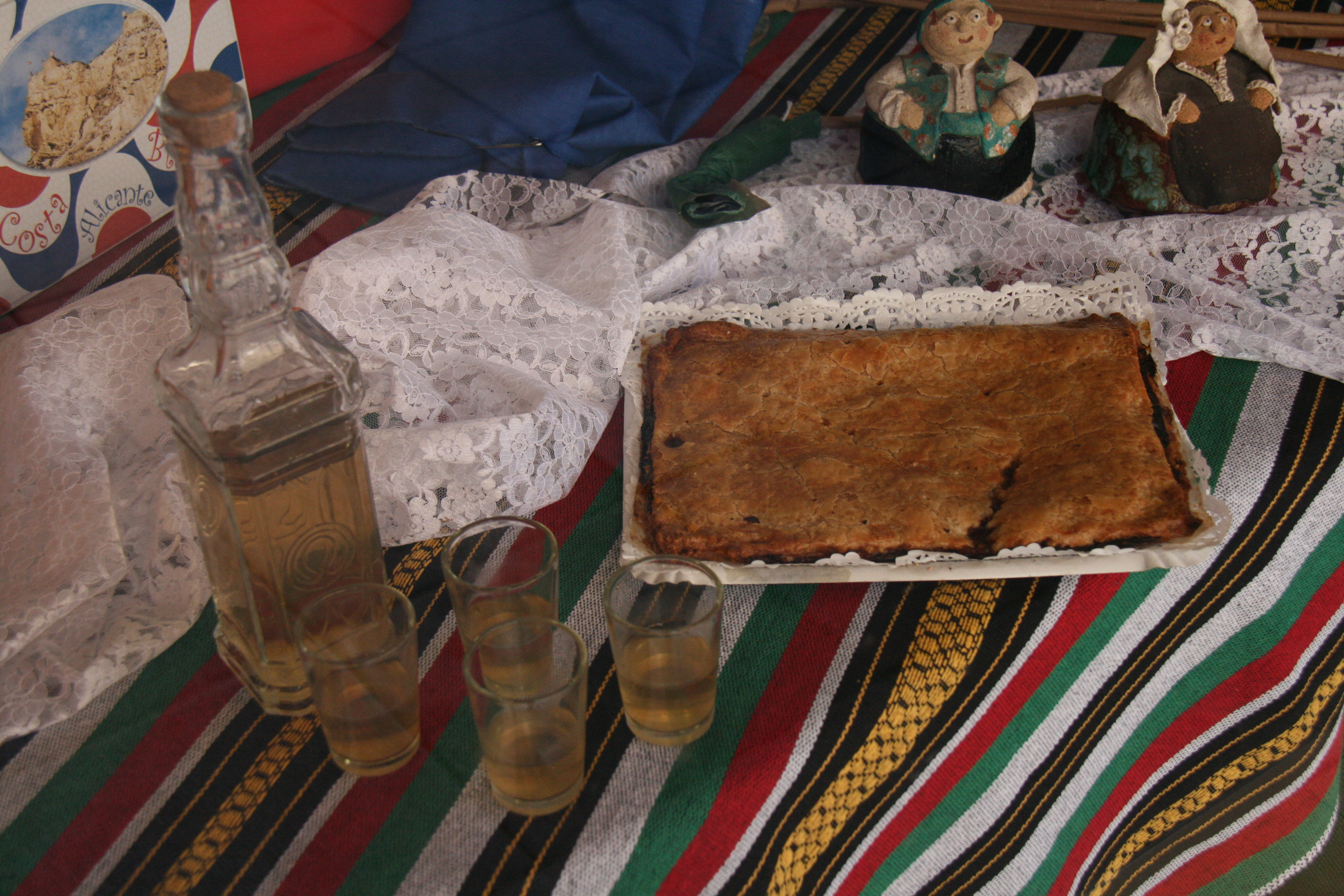
La coca amb tonyina alacantina

La tonyina de sorra és una preparació de la tonyina (zona de la panxa) que s'elabora tradicionalment en la cuina alacantina. És la part de la ventresca, la més grassa i saborosa. Generalment es prepara a la planxa, encara que pot trobar-se sec en saladura amb aspecte molt semblant al pernil si es té en compte de les vetes de cansalada que la solen acompanyar.

## Etimologia
La paraula sorra, en aquest cas, no significa "arena", sinó que prové de l'àrab i significa "ventre" i se sol fer una mala traducció.

## Història
La tonyina de sorra posseeix moltes implicacions en la història culinària de la província d'Alacant. Algunes de les cançons jocoses de la guerra civil ja mencionaven aquest plat:
| « | Tú sabes que la manía De toda la gente hoy día Es tan sólo intercambiar, Lo que se traduce en dar, Por una, otra mercancía. Y así ves a un carnicero Dar carne por un sombrero, Y he visto, por una gorra, Darle a uno un palillero Y un kilo de atún de arena. (...) | » |

Tradicionalment s'ha emprat com a farciment de la coca amb tonyina, típica de les festes de Sant Joan.